# Tomás de la Rica
Tomás de la Rica Calderón (Guadalajara; 21 de diciembre de 1881 - Orán, Argelia francesa; 1951) fue un pedagogo y político republicano español. Era hermano del médico Rafael de la Rica y del dibujante Juan Manuel de la Rica. 

## Biografía
Nació en el seno de una familia de clase media de ideología progresista y activa presencia en la vida política y cultural de Guadalajara, representante de la burguesía ilustrada y republicana del siglo XIX en la ciudad.
En 1896 acabó su formación en la Escuela Normal de Guadalajara, obteniendo el título de maestro superior, y cursó los estudios de electricista en la Escuela Central de Artes y Oficios de Madrid. Trabajó como electricista en la Fábrica del Mediodía de Madrid, fue jefe del laboratorio electro-químico de la fábrica Vatímetros B y B de contadores eléctricos, jefe de fabricación de la factoría de lámparas incandescentes B.C. de Madrid y, desde 1921, fue jefe del laboratorio de metalografía de la fábrica de la Hispano de Guadalajara. Desde el año 1902 publicó numerosos artículos técnicos en revistas especializadas como La Energía Eléctrica o La Construcción Moderna, entre otras.
Muy pronto destacó por su activa militancia en el Partido Republicano Democrático Federal, aunque al proclamarse la Segunda República Española se integró en el Partido Republicano Radical Socialista, formando parte de su comité en Guadalajara. También dirigió Juventud Obrera, el periódico de la UGT de Guadalajara, que se publicó entre 1911 y 1920. 
Librepensador convencido, fue el primer alcarreño que contrajo matrimonio civil en toda la provincia, casándose con Manuela Etreros en el mes de agosto de 1911. En 1925 ingresó en la masonería, siendo uno de los primeros miembros de la Logia Arriaco, activa durante la Segunda República, con el nombre simbólico de Henares.
Pero, ante todo, Tomás de la Rica destacó como director de la Escuela Laica de Guadalajara, desde su apertura en 1903 hasta que cerró en 1936 después de ser destruida por un bombardeo de la aviación franquista, y de la Escuela de Artes y Oficios de la ciudad, que solo por su generosidad pudo abrirse en 1922 y de la que fue profesor y director hasta que en 1932 se transformó en Escuela de Trabajo, de la que también fue nombrado director. Ambos centros educativos fueron pioneros en la renovación pedagógica del primer tercio del siglo XX y formaron a varias generaciones de alcarreños en un clima de exigencia intelectual y libertad personal.
En 1939, al acabar la guerra civil española, consiguió salir de España, refugiándose en Orán (Argelia francesa), donde falleció en 1951.